# Suzuki GSX 1300R Hayabusa
Pour les articles homonymes, voir Hayabusa.
La GSX 1300 R Hayabusa est un modèle de moto du constructeur japonais Suzuki.
« Hayabusa » est le nom japonais qui désigne le Faucon pèlerin, l'oiseau capable d'atteindre une vitesse de plus de 300 km/h en piqué, ce qui fait de ce faucon le plus rapide de tout le règne animal. C'est aussi en hommage au célèbre avion de chasse homonyme Nakajima Ki-43 Hayabusa que les concepteurs de cette moto lui ont donné ce nom évocateur de grande vitesse. La tête du faucon est représentée en silhouette par le carénage. Le kanji (pictogramme japonais) "隼" est peint sur ses flancs et signifie Hayabusa.
Ce modèle est surtout réputé pour avoir défrayé la chronique à sa présentation en 1998. En effet, c'est la seconde moto de série à revendiquer plus de 300 km/h de vitesse de pointe après la Honda CBR 1100 XX Superblackbird, suivie par la Kawasaki Ninja ZX-12R. L'usine a annoncé 318 km/h à 13 000 tr/min. La version française, bridée à 106 ch, est néanmoins donnée pour 280 km/h. Après le montage d'un turbo, cette moto est par ailleurs connue pour avoir atteint 354 km/h dans une des vidéos publiée par Ghost Rider.
Son esthétique peut déconcerter, elle a été étudiée en soufflerie pour présenter le meilleur coefficient de traînée possible. L'Hayabusa révèle néanmoins des aptitudes routière aux vitesses réglementaires, en duo et chargée. L'Hayabusa a reçu la récompense de moto de l'année en 1999.
Le moteur est un quatre cylindres en ligne développant de 106 à 195 ch. Pour arrêter les 252 kg de la machine et le poids du pilote en ordre de marche, les deux disques avant de 320 mm de diamètre sont pincés par des étriers Tokico à six pistons.
Fin 2007, l'Hayabusa est remaniée. Si l'esthétique générale n'est que légèrement modifiée pour d'améliorer le Cx, le moteur gagne quelques centimètres cubes, passant ainsi à 1 340 cm3. La course des pistons est allongée de 2 mm. La puissance passe à 199 ch pour 15 kg m de couple, notamment grâce à une électronique bien plus avancée que sur la version 2006. Une sélection entre trois cartographies d'injection, via une commande au guidon est proposée, ce qui permet d'adapter la puissance du moteur en fonction des situations météo ou de l'état des routes. C'est seulement sur cette version que le freinage avant est modifié avec des disques de frein plus petits (310 mm) (empruntés à la GSX-R 1000) et une paire d'étriers quatre pistons à fixation radiale.